# Alfabetyczna lista astronautów
Lista zawiera nazwiska wszystkich astronautów i kosmonautów, którzy uczestniczyli w locie kosmicznym, bądź wystartowali do lotu w kosmos. Dane dotyczące aktywności astronautów są oficjalnymi informacjami NASA, Centrum Wyszkolenia Kosmonautów im. J. Gagarina, Europejskiej Agencji Kosmicznej (ESA), Kanadyjskiej Agencji Kosmicznej (CSA) i Japońskiej Agencji Kosmicznej (JAXA).

Lista zawiera też nazwiska chińskich astronautów biorących udział w programie Shenzhou.
Lista nie obejmuje kosmicznych turystów.
|  | Legenda: - – astronauta, który zginął podczas misji - – kobieta-astronautka - – mężczyzna-astronauta - – astronauta, który stanął na Księżycu - Lata życia są podane przy astronautach, którzy już zmarli |

A B C D E F G H I J K L Ł M N O P Q R S T U V W X Y Z Ż

## A
- Joseph Acaba – STS-119, Sojuz TMA-04M, Sojuz MS-06
- Loren Acton – STS-51-F
- Mike Adams (1930–1967) – X-15
- James Adamson – STS-28, STS-43
- Wiktor Afanasjew – Sojuz TM-11, Sojuz TM-18, Sojuz TM-29, Sojuz TM-33/32
- Ajdyn Aimbetow – Sojuz TMA-18M
- Thomas Akers – STS-41, STS-49, STS-61, STS-79
- Władimir Aksionow – Sojuz 22, Sojuz T-2
- Edwin Aldrin – Gemini 12, Apollo 11. Drugi człowiek, który chodził po Księżycu.
- Aleksandyr Pan. Aleksandrow – Sojuz TM-5
- Aleksandr Paw. Aleksandrow – Sojuz T-9, Sojuz TM-3
- Andrew Allen – STS-46, STS-62, STS-75
- Joseph Allen – STS-5, STS-51-A
- Scott Altman – STS-90, STS-106, STS-109, STS-125
- William Anders (1933–2024) – Apollo 8.
- Clayton Anderson – STS-117/120, STS-131
- Michael Anderson (1959–2003) – STS-89, STS-107. Zginął w Katastrofie promu Columbia w 2003.
- Dominic Antonelli – STS-119, STS-132
- Jerome Apt – STS-37, STS-47, STS-59, STS-79
- Anatolij Arcebarski – Sojuz TM-12
- Lee Archambault – STS-117, STS-119
- Neil Armstrong (1930–2012) – Gemini 8, Apollo 11. Pierwszy człowiek, który chodził po Księżycu.
- Richard Arnold – STS-119
- Oleg Artiemjew – Sojuz TMA-12M
- Jurij Artiuchin (1930–1998) – Sojuz 14
- Jeffrey Ashby – STS-93, STS-100, STS-112
- Oleg At´kow – Sojuz T-10/11
- Toktar Aubakirow – Sojuz TM-13/12
- Siergiej Awdiejew – Sojuz TM-15, Sojuz TM-22

## B
- James Bagian – STS-29, STS-40
- Ellen Baker – STS-34, STS-50, STS-71
- Michael Baker – STS-43, STS-52, STS-68, STS-81
- Aleksandr Bałandin – Sojuz TM-9
- Michael Barratt – Sojuz TMA-14, STS-133
- Kayla Barron – SpaceX Crew-3
- Daniel Barry – STS-72, STS-96, STS-105
- John-David Bartoe – STS-51-F
- Charlie Bassett (1931–1966) – Bez lotów. Pierwotnie przypisany do Gemini 9.
- Jurij Baturin – Sojuz TM-28/27, Sojuz TM-32/31
- Patrick Baudry – STS-51-G. Pierwsza osoba urodzona w Afryce w kosmosie.
- Alan Bean (1932–2018) – Apollo 12, Skylab 3
- Robert L. Behnken – STS-123, STS-130, SpaceX DM-2
- Ivan Bella – Sojuz TM-29/28
- Pawieł Bielajew (1925–1970) – Woschod 2
- Gieorgij Bieriegowoj (1921–1995) – Sojuz 3
- Anatolij Bieriezowoj (1942–2014) – Sojuz T-5/7
- Brian Binnie (1953–2022) – SpaceShipOne lot 17P
- John Blaha – STS-29, STS-33, STS-43, STS-58, STS-79/81
- Michael Bloomfield – STS-86, STS-97, STS-110
- Guion Bluford – STS-8, STS-61-A, STS-39, STS-53. Pierwszy Afroamerykanin w kosmosie.
- Karol Joseph Bobko – STS-6, STS-51-D, STS-51-J
- Eric Boe – STS-126, STS-133
- Charles F. Bolden Jr. – STS-61-C, STS-31, STS-45, STS-60
- Roberta Bondar – STS-42
- Wałentyn Bondarenko (1937–1961) – bez lotów. Zginął w pożarze podczas treningu (trzy tygodnie przed lotem Gagarina).
- Andriej Borisienko – Sojuz TMA-21, Sojuz MS-02
- Frank Borman (1928–2023) – Gemini 7, Apollo 8
- Stephen Bowen – STS-126, STS-132, STS-133
- Kenneth Bowersox – STS-50, STS-61, STS-73, STS-82, STS-113/Sojuz TMA-1
- Charles Brady, M.D. (1951–2006) – STS-78
- Vance Brand – Sojuz-Apollo, STS-5, STS-41-B, STS-35
- Daniel Brandenstein – STS-8, STS-51-G, STS-32, STS-49
- Randolph Bresnik – STS-129
- Roy Bridges – STS-51-F
- Curtis Brown – STS-47, STS-66, STS-77, STS-85, STS-95, STS-103
- David McDowell Brown (1956–2003) – STS-107. Zginął w Katastrofie promu Columbia w 2003.
- Mark N. Brown – STS-28, STS-48
- James Buchli – STS-51-C, STS-61-A, STS-29, STS-48
- Jay Buckey, M.D. – STS-90
- Nikołaj Budarin – STS-71/Sojuz TM-21, Sojuz TM-27, STS-113/Sojuz TMA-1
- John Bull (1934–2008) – bez lotów.
- Daniel Burbank – STS-106, STS-115, Sojuz TMA-22
- Daniel Bursch – STS-51, STS-68, STS-77, STS-108/111
- Walerij Bykowski (1934–2019) – Wostok 5, Sojuz 22, Sojuz 31/29

## C
- Robert Cabana – STS-41, STS-53, STS-65, STS-88
- Yvonne Cagle – kandydatka na astronautkę; bez lotów.
- Fernando Caldeiro (1958–2009) – bez lotów.
- Charles Camarda – STS-114
- Kenneth Cameron – STS-37, STS-56, STS-74
- Duane G. Carey – STS-109
- Scott Carpenter (1925-2013) – Mercury 7
- Gerald Carr (1932-2020) – Skylab 4
- Sonny Carter (1947–1991) – STS-33
- John Casper – STS-36, STS-54, STS-62, STS-77
- Christopher Cassidy – STS-127, Sojuz TMA-08M, Sojuz MS-16, 500. osoba w kosmosie.
- Robert Cenker – STS-61-C
- Eugene Cernan (1934–2017) – Gemini 9A, Apollo 10, Apollo 17. Ostatni astronauta, który chodził po powierzchni Księżyca; stan na luty 2025.
- Roger Chaffee (1935–1967), zginął w pożarze w Apollo 1.
- Gregory Chamitoff – STS-124/126, STS-134
- Franklin Chang-Díaz – STS-61-C, STS-34, STS-46, STS-60, STS-75, STS-91, STS-111. Pierwszy Latynos w kosmosie.
- Philip Chapman – (1935-2021) – bez lotów.
- Raja Chari – SpaceX Crew-4
- Kalpana Chawla (1961–2003) – STS-87, STS-107. Zginęła w Katastrofie promu Columbia w 2003.
- Maurizio Cheli – STS-75
- Chen Dong – Shenzhou 11
- Chen Quan – bez lotów. Rezerwa dla Shenzhou 7.
- Leroy Chiao – STS-65, STS-72, STS-92, Sojuz TMA-5
- Kevin Chilton – STS-49, STS-59, STS-76
- Jean-Loup Chrétien – Sojuz T-6, Sojuz TM-7/6, STS-86
- Laurel Clark (1961–2003) – STS-107. Zginęła w Katastrofie promu Columbia w 2003.
- Mary Cleave – STS-61-B, STS-30
- Jean-François Clervoy – STS-66, STS-84, STS-103
- Michael Clifford – STS-53, STS-59, STS-76
- Michael Coats – STS-41-D, STS-29, STS-39
- Kenneth Cockrell – STS-56, STS-69, STS-80, STS-98, STS-111
- Catherine Coleman – STS-73, STS-93, Sojuz TMA-20
- Eileen Collins – STS-63, STS-84, STS-93, STS-114
- Michael Collins (1930-2021) – Gemini 10, Apollo 11 (pierwsze lądowanie ludzi na Księżycu).
- Charles Conrad (1930–1999) – Gemini 5, Gemini 11, Apollo 12, Skylab 2 (trzeci człowiek na Księżycu)
- Gordon Cooper (1927–2004) – Mercury 9, Gemini 5
- Richard Covey – STS-51-I, STS-26, STS-38, STS-61
- Timothy Creamer – Sojuz TMA-17
- John Creighton – STS-51-G, STS-36, STS-48
- Robert Crippen – STS-1, STS-7, STS-41-C, STS-41-G
- Samantha Cristoforetti – Sojuz TMA-15M
- Roger Crouch – STS-83, STS-94
- Frank Culbertson – STS-38, STS-51, STS-105/108
- Walter Cunningham (1932−2023) – Apollo 7
- Robert Curbeam – STS-85, STS-98, STS-116
- Nancy Currie – STS-57, STS-70, STS-88, STS-109
- Wasilij Cyblijew – Sojuz TM-17, Sojuz TM-25

## D
- Nancy Jan Davis – STS-47, STS-60, STS-85
- Lawrence DeLucas – STS-50
- Frank De Winne – Sojuz TMA-1/TM-34, Sojuz TMA-15
- Władimir Dieżurow – Sojuz TM-21/STS-71
- Gieorgij Dobrowolski (1928–1971) – Sojuz 11. Zginął podczas powrotu.
- Takao Doi – STS-87, STS-123
- Benjamin Drew – STS-118, STS-133
- Piotr Dubrow – Sojuz MS-18
- Brian Duffy – STS-45, STS-57, STS-72, STS-92
- Charles Duke – Apollo 16 (dziesiąty człowiek na Księżycu)
- Bonnie Dunbar – STS-61-A, STS-32, STS-50, STS-71, STS-89
- Pedro Duque – STS-95, Sojuz TMA-3/2
- Samuel Durrance (1943–2023) – STS-35, STS-67
- James Dutton – STS-131
- Lew Diomin (1926–1998) – Sojuz 15
- Tracy Caldwell Dyson – STS-118, Sojuz TMA-18
- Władimir Dżanibekow – Sojuz 27/26, Sojuz 39, Sojuz T-6, Sojuz T-12, Sojuz T-13. Z narodowości Uzbek.

## E
- Joe Edwards – STS-89
- Donn Eisele (1930–1987) – Apollo 7
- Anthony England – STS-51-F
- Joe Engle – X-15 loty 138, 143 i 153, STS-2, STS-51-I
- Ronald Evans (1933–1990) – Apollo 17
- Reinhold Ewald – Sojuz TM-25/24
- Léopold Eyharts, EAC – Sojuz TM-27/26, STS-122/123

## F
- John Fabian – STS-7, STS-51-G
- Muhammed Faris – Sojuz TM-3/2 (1951-2024)
- Bertalan Farkas – Sojuz 36/35
- Jean-Jacques Favier (1949−2023) – STS-78
- Fei Junlong – Shenzhou 6
- Konstantin Fieoktistow (1926–2009) – Woschod 1
- Christopher Ferguson – STS-115, STS-126, STS-135
- Martin Fettman – STS-58
- Andrew Feustel – STS-125, STS-134
- Anatolij Filipczenko (1928–2022) – Sojuz 7, Sojuz 16
- Edward Fincke – Sojuz TMA-4, Sojuz TMA-13, STS-134
- John Finley (1935–2006) – bez lotów. Przeszkolony w programie MOL.
- Anna Fisher – STS-51-A
- William Frederick Fisher, M.D. – STS-51-I
- Klaus-Dietrich Flade – Sojuz TM-14/13
- Michael Foale – STS-45, STS-56, STS-63, STS-84/86, STS-103, Sojuz TMA-3
- Kevin Ford – STS-128, Sojuz TMA-06M
- Michael Foreman – STS-123, STS-129
- Patrick Forrester – STS-105, STS-117, STS-128
- Michael Fossum – STS-121, STS-124, Sojuz TMA-02M
- Theodore Freeman (1930–1964) – bez lotów.
- Stephen Frick – STS-110, STS-122
- Dirk Frimout – STS-45
- Christer Fuglesang – STS-116, STS-128
- Charles Gordon Fullerton (1936-2013) – STS-3, STS-51-F
- Reinhard Furrer (1940–1995) – STS-61-A
- Satoshi Furukawa – Sojuz TMA-02M

## G
- Drew Gaffney, M.D. – STS-40
- Jurij Gagarin (1934–1968) – Wostok 1. Pierwszy człowiek w kosmosie.
- Ronald Garan – STS-124, Sojuz TMA-21
- Dale Gardner – (1948–2014) – STS-8, STS-51-A
- Guy Gardner – STS-27, STS-35
- Marc Garneau – STS-41-G, STS-77, STS-97
- Owen Garriott – (1930–2019) – Skylab 3, STS-9
- Charles Gemar – STS-38, STS-48, STS-62
- Michael Gernhardt – STS-69, STS-83, STS-94, STS-104
- Alexander Gerst – Sojuz TMA-13M
- Edward Gibson – Skylab 4
- Robert Lee Gibson – STS-41-B, STS-61-C, STS-27, STS-47, STS-71
- Jurij Gidzenko – Sojuz TM-22, Sojuz TM-31/STS-102, Sojuz TM-34/Sojuz TM-33
- Edward Givens (1930–1967) – bez lotów. NASA grupa 5.
- Victor Glover – SpaceX Crew-1
- Jurij Głazkow (1939–2008) – Sojuz 24
- John Glenn (1921-2016) – Mercury 6, STS-95
- Linda Godwin – STS-37, STS-59, STS-76, STS-108
- Michael Good – STS-125, STS-132
- Wiktor Gorbatko (1934–2017) – Sojuz 7, Sojuz 24, Sojuz 37/36
- Richard Gordon – (1929–2017) – Gemini 11, Apollo 12
- Dominic Gorie – STS-91, STS-99, STS-108, STS-123
- Ronald Grabe – STS-51-J, STS-30, STS-42, STS-57
- Duane Graveline, M.D. (1931–2016) – bez lotów.
- Gieorgij Grieczko (1931–2017) – Sojuz 17, Sojuz 26/27, Sojuz T-14/13
- Frederick Gregory – STS-51-B, STS-33, STS-44
- William Gregory – STS-67
- David Griggs (1939–1989) – STS-51-D
- Virgil Grissom (1926–1967) – Mercury-Redstone 4, Gemini 3. Zginął w pożarze Apollo 1.
- John Grunsfeld – STS-67, STS-81, STS-103, STS-109, STS-125
- Aleksiej Gubariew (1931–2015) – Sojuz 17, Sojuz 28
- Umberto Guidoni – STS-75, STS-100
- Dżügderdemidijn Gürragczaa – Sojuz 39
- Sidney Gutierrez – STS-40, STS-59

## H
- Chris Hadfield – STS-74, STS-100, Ekspedycja 34, Ekspedycja 35, Sojuz TMA-07M
- Claudie Haigneré – Sojuz TM-24/23, Sojuz TM-33/32
- Jean-Pierre Haigneré – Sojuz TM-17/16, Sojuz TM-29
- Fred Haise – Apollo 13
- James Halsell – STS-65, STS-74, STS-83, STS-94, STS-101
- Kenneth Ham – STS-124, STS-132
- Lloyd Hammond – STS-39, STS-64
- Jeremy Hansen – bez lotów.
- Gregory Harbaugh – STS-39, STS-54, STS-71, STS-82
- Bernard Harris – STS-55, STS-63
- Terry Hart – STS-41-C
- Henry Hartsfield (1933–2014) – STS-4, STS-41-D, STS-61-A
- Frederick Hauck – STS-7, STS-51-A, STS-26
- Steven Hawley – STS-41-D, STS-61-C, STS-31, STS-82, STS-93
- Susan Helms – STS-54, STS-64, STS-78, STS-101, STS-102/105
- Karl Henize (1926–1993) – STS-51-F
- Thomas Hennen – STS-44
- Terence Henricks – STS-44, STS-55, STS-70, STS-78
- Mirosław Hermaszewski (1941 − 2022) – Sojuz 30. Pierwszy Polak w kosmosie.
- José Hernández – STS-128
- John Herrington – STS-113. Pierwszy Indianin w kosmosie.
- Richard Hieb – STS-39, STS-49, STS-65
- Joan Higginbotham – STS-116
- David Hilmers – STS-51-J, STS-26, STS-36, STS-42
- Kathryn Hire – STS-90, STS-130
- Charles Hobaugh – STS-104, STS-108, STS-129
- Jeffrey Hoffman – STS-51-D, STS-35, STS-46, STS-61, STS-75
- Donald Holmquest, M.D. – bez lotów.
- Michael Hopkins – Sojuz TMA-10M, SpaceX Crew-1
- Scott Horowitz – STS-75, STS-82, STS-101, STS-105
- Akihiko Hoshide – STS-124, Sojuz TMA-05M, SpaceX Crew-2
- Millie Hughes-Fulford – STS-40 (1945 – 2021)
- Douglas Hurley – STS-127, STS-135, SpaceX DM-2
- Rick Husband (1957–2003) – STS-96, STS-107. Zginął w Katastrofie promu Columbia w 2003.

## I
- James Irwin (1930–1991) – Apollo 15. Ósmy człowiek, który stanął na Księżycu.
- Aleksandr Iwanczenkow – Sojuz 29/31
- Anatolij Iwaniszyn – Sojuz TMA-22, Sojuz MS-01, Sojuz MS-16
- Georgi Iwanow – Sojuz 33. Pierwszy Bułgar w kosmosie.
- Marsha Ivins – STS-32, STS-46, STS-62, STS-81, STS-98

## J
- Sigmund Jähn (1937–2019) – Sojuz 31/29. Pierwszy niemiecki kosmonauta.
- Zenon Jankowski – bez lotu. Rezerwowy w programie Interkosmos
- Boris Jegorow (1937–1994) – Woschod 1
- Aleksiej Jelisiejew – Sojuz 5/4, Sojuz 8, Sojuz 10
- Mae Jemison – STS-47. Pierwsza czarna kobieta w kosmosie.
- Tamara Jernigan – STS-40, STS-52, STS-67, STS-80, STS-96
- Brent Jett – STS-72, STS-81, STS-97, STS-115
- Jing Haipeng – Shenzhou 7, Shenzhou 9, Shenzhou 11
- Gregory Carl Johnson – STS-125
- Gregory Harold Johnson – STS-123, STS-134
- Thomas Jones – STS-59, STS-68, STS-80, STS-98
- Fiodor Jurczichin – STS-112, Sojuz TMA-10, Sojuz TMA-19, Sojuz TMA-09M

## K
- Norishige Kanai – Sojuz MS-07
- Łeonid Kadeniuk – (1951–2018) – STS-87. Pierwszy ukraiński kosmonauta.
- Aleksandr Kaleri – Sojuz TM-14, Sojuz TM-24, Sojuz TM-30, Sojuz TMA-3, Sojuz TMA-01M
- Tibor Kapu – Axiom Mission 4
- Janet Kavandi – STS-91, STS-99, STS-104
- James Kelly – STS-102, STS-114
- Mark E. Kelly – STS-108, STS-121, STS-124, STS-134
- Scott J. Kelly – STS-103, STS-118, Sojuz TMA-01M, Sojuz TMA-16M
- Joseph Kerwin, M.D. – Skylab 2
- Jewgienij Chrunow (1933–2000) – Sojuz 5/4
- Robert Shane Kimbrough – STS-126, Sojuz MS-02, SpaceX Crew-2
- Leonid Kizim (1941–2010) – Sojuz T-3, Sojuz T-10/11, Sojuz T-15
- Piotr Klimuk – Sojuz 13, Sojuz 18, Sojuz 30. Z narodowości Białorusin.
- Christina Koch – Sojuz MS-12
- Piotr Kołodin – bez lotów. Rezerwowy w wielu misjach.
- Władimir Komarow (1927–1967) – Woschod 1, Sojuz 1. Zginął podczas powrotu.
- Jelena Kondakowa – Sojuz TM-20/STS-84
- Dmitrij Kondratjew – Sojuz TMA-20
- Oleg Kononienko – Sojuz TMA-12, Sojuz TMA-03M
- Timothy Kopra – STS-127/128
- Michaił Kornijenko – Sojuz TMA-18, Sojuz TMA-16M
- Walerij Korzun – Sojuz TM-24, STS-111/113
- Oleg Kotow – Sojuz TMA-10, Sojuz TMA-17, Sojuz TMA-10M
- Władimir Kowalonok – Sojuz 25, Sojuz 29/31, Sojuz T-4
- Konstantin Koziejew – Sojuz TM-33/32
- Kevin Kregel – STS-70, STS-78, STS-87, STS-99
- Siergiej Krikalow – Sojuz TM-7, Sojuz TM-12/Sojuz TM-13, STS-60, STS-88, Sojuz TM-31/STS-102, Sojuz TMA-6
- Walerij Kubasow (1935–2014) – Sojuz 6, Sojuz 19, Sojuz 36/35
- André Kuipers – Sojuz TMA-4/3, Sojuz TMA-03M

## L
- Robert Henry Lawrence Jr. (1935–1967) – bez lotów. Przeszkolony w programie MOL.
- Wendy Lawrence – STS-67, STS-86, STS-91, STS-114
- Walentin Lebiediew – Sojuz 13, Sojuz T-5/7
- Mark C. Lee – STS-30, STS-47, STS-64, STS-82
- David Leestma – STS-41-G, STS-28, STS-45
- William Lenoir (1939–2010) – STS-5
- Aleksiej Leonow (1934–2019) – Woschod 2, Sojuz 19 – pierwszy człowiek, który wyszedł w otwartą przestrzeń kosmiczną.
- Frederick Leslie – STS-73
- Anatolij Lewczenko (1941–1988) – Sojuz TM-4/3
- Byron Lichtenberg – STS-9, STS-45
- Don Lind – STS-51-B
- Steven Lindsey – STS-87, STS-95, STS-104, STS-121, STS-133
- Jerry Linenger – STS-64, STS-81/84
- Richard Linnehan – STS-78, STS-90, STS-109, STS-123
- Gregory Linteris – STS-83, STS-94
- Liu Boming – Shenzhou 7, Shenzhou 12
- Liu Wang – Shenzhou 9
- Liu Yang – Shenzhou 9
- Anthony Llewellyn – bez lotów.
- Paul Lockhart – STS-111, STS-113
- Michael Lopez-Alegria – STS-73, STS-92, STS-113, Sojuz TMA-9
- Christopher Loria – bez lotów.
- John Lounge – (1946–2011) – STS-51-I, STS-26, STS-35
- Jack Lousma – Skylab 3, STS-3
- Stanley Love – STS-122
- Jim Lovell – Gemini 7, Gemini 12, Apollo 8, Apollo 13
- George Low (1956–2008) – STS-32, STS-43, STS-57
- Edward Lu – STS-84, STS-106, Sojuz TMA-2
- Shannon Lucid – STS-51-G, STS-34, STS-43, STS-58, STS-76/79.
- Władimir Lachow – (1941–2018) – Sojuz 32/34, Sojuz T-9, Sojuz TM-6/5

## Ł
- Aleksandr Ławiejkin – Sojuz TM-2
- Wasilij Łazariew (1928–1990) – Sojuz 12, Sojuz 18a
- Aleksandr Łazutkin – Sojuz TM-25
- Jurij Łonczakow – STS-100, Sojuz TMA-1/TM-34, Sojuz TMA-13

## M
- Steven MacLean – STS-52, STS-115
- Sandra Magnus – STS-112, STS-126/119, STS-135
- Oleg Makarow (1933–2003) – Sojuz 12, Sojuz 18a, Sojuz 27/26, Sojuz T-3
- Jurij Malenczenko – Sojuz TM-19, STS-106, Sojuz TMA-2, Sojuz TMA-11, Sojuz TMA-05M
- Franco Malerba – STS-46
- Jurij Małyszew (1941–1999) – Sojuz T-2, Sojuz T-11/10
- Giennadij Manakow – (1950–2019) – Sojuz TM-10, Sojuz TM-16
- Musa Manarow – Sojuz TM-4/6, Sojuz TM-11. Z narodowości Azer.
- Nicole Mann – SpaceX Crew-5
- Ravish Malhotra – hinduski rezerwowy w programie Interkosmos.
- Thomas Marshburn (lekarz) – STS-127, SpaceX Crew-3
- Michael Massimino – STS-109, STS-125
- Richard Mastracchio – STS-106, STS-118, STS-131, Sojuz TMA-11M
- Thomas Mattingly – Apollo 16, STS-4, STS-51-C.
- Matthias Maurer – SpaceX Crew-3
- Katherine Megan McArthur – STS-125, SpaceX Crew-2
- William McArthur – STS-58, STS-74, STS-92, Sojuz TMA-7
- Christa McAuliffe (1948–1986) – pierwsza nauczycielka w kosmosie. Zginęła w Katastrofie promu Challenger w 1986 (STS-51L).
- Jon McBride – STS-41-G
- Bruce McCandless – STS-41-B, STS-31 (1937–2017)
- Anne McClain – Sojuz MS-11
- William McCool (1961–2003) – STS-107. Zginął w Katastrofie promu Columbia w 2003.
- Michael McCulley – STS-34
- James McDivitt – Gemini 4, Apollo 9
- Donald McMonagle – STS-39, STS-54, STS-66
- Ronald McNair (1950–1986) – STS-41-B. Zginął w Katastrofie promu Challenger w 1986 (STS-51L).
- Carl Meade – STS-38, STS-50, STS-64
- Bruce Melnick – STS-41, STS-49
- Mike Melville – loty 15P i 16P statku SpaceShipOne
- Pamela Melroy – STS-92, STS-112, STS-120
- Leland Melvin – STS-122, STS-129
- Ulf Merbold – STS-9, STS-42, Sojuz TM-20/19
- Ernst Messerschmid – STS-61-A
- Dorothy Metcalf-Lindenburger – STS-131
- Frank Michel (1934–2015) – bez lotów.
- Aleksandr Misurkin – Sojuz TMA-08M
- Edgar Mitchell (1930–2016) – Apollo 14
- Andreas Mogensen – Sojuz TMA-18M
- Abdul Ahad Mohmand – Sojuz TM-6/5
- Mamoru Mōri – STS-47, STS-99
- Barbara Morgan – STS-118
- Lee Morin – STS-110
- Boris Morukow (1950–2015) – STS-106
- Beth Moses – VSS Unity VF-1
- Chiaki Mukai – STS-65, STS-95
- Richard Mullane – STS-41-D, STS-27, STS-36
- Tałgat Musabajew – Sojuz TM-19, Sojuz TM-27, Sojuz TM-32/31
- Story Musgrave – STS-6, STS-51-F, STS-33, STS-44, STS-61, STS-80

## N
- Steven Nagel – STS-51-G, STS-61-A, STS-37, STS-55
- George Nelson – STS-41-C, STS-61-C, STS-26
- Grigorij Nielubow (1934–1966) – bez lotów. Rezerwowy w Wostok.
- Rodolfo Neri Vela – STS-61-B
- Paolo Nespoli – STS-120, Sojuz TMA-20
- James Newman – STS-51, STS-69, STS-88, STS-109
- Claude Nicollier – STS-46, STS-61, STS-75, STS-103
- Nie Haisheng – Shenzhou 6, Shenzhou 10, Shenzhou 12
- Andrijan Nikołajew (1929–2004) – Wostok 3, Sojuz 9
- Sōichi Noguchi – STS-114, Sojuz TMA-17, SpaceX Crew-1
- Carlos Noriega – STS-84, STS-97
- Oleg Nowicki – Sojuz TMA-06M, Sojuz MS-03, Sojuz MS-18
- Lisa Nowak – STS-121
- Karen Nyberg – STS-124, Sojuz TMA-09M

## O
- Bryan O’Connor – STS-61-B, STS-40
- Ellen Ochoa – STS-56, STS-66, STS-96, STS-110
- Wubbo Ockels (1946-2014) – STS-61-A
- William Oefelein – STS-116
- Brian O’Leary – bez lotów.
- John Olivas – STS-117, STS-128
- Takuya Ōnishi – bez lotów.
- Ellison Onizuka (1946–1986) – STS-51-C. Zginął w Katastrofie promu Challenger w 1986. (STS-51L).
- Jurij Onufrijenko – Sojuz TM-23, STS-108/111
- Stephen Oswald – STS-42, STS-56, STS-67
- Robert Overmyer (1936–1996) – STS-5, STS-51-B

## P
- Giennadij Padałka – Sojuz TM-28, Sojuz TMA-4, Sojuz TMA-14, Sojuz TMA-04M, Sojuz TMA-16M
- William Pailes – STS-51-J
- Scott Parazynski, M.D. – STS-66, STS-86, STS-95, STS-100, STS-120
- Ronald Parise (1951–2008) – STS-35, STS-67
- Robert A. Parker – STS-9, STS-35
- Luca Parmitano – Sojuz TMA-09M
- Nicholas Patrick – STS-116, STS-130
- Wiktor Pacajew (1933–1971) – Sojuz 11. Zginął podczas powrotu.
- James Pawelczyk – STS-90
- Julie Payette – STS-96, STS-127
- Gary Payton – STS-51-C
- Timothy Peake – bez lotów.
- Philippe Perrin, EAC – STS-111
- Thomas Pesquet – Sojuz MS-03, SpaceX Crew-2
- Donald Peterson (1933−2018) – STS-6
- Donald Pettit – STS-113/Sojuz TMA-1, STS-126, Sojuz TMA-03M
- Phạm Tuân – Sojuz 37/36
- John Phillips – STS-100, Sojuz TMA-6, STS-119
- William Pogue (1930–2014) – Skylab 4
- Alan Poindexter (1961–2012) – STS-122, STS-131
- Mark Polansky – STS-98, STS-116, STS-127
- Aleksandr Poleszczuk – Sojuz TM-16
- Walerij Polakow, dr. – Sojuz TM-6/7, Sojuz TM-18/20. Rekordzista pod względem czasu przebywania w kosmosie- 437 dni.
- Marcos Pontes – Sojuz TMA-8
- Leonid Popow – Sojuz 35/37, Sojuz 40, Sojuz T-7/5
- Pawieł Popowicz (1930–2009) – Wostok 4, Sojuz 14. Z narodowości Ukrainiec.
- Charles Precourt – STS-55, STS-71, STS-84, STS-91
- Dumitru Prunariu – Sojuz 40

## R
- Ilan Ramon (1954–2003) – STS-107. Zginął w Katastrofie promu Columbia w 2003.
- William Readdy – STS-42, STS-51, STS-79
- Kenneth Reightler – STS-48, STS-60
- James Reilly – STS-89, STS-104, STS-117
- Garrett Reisman – STS-123/124, STS-132
- Thomas Reiter – Sojuz TM-22, STS-121/116
- Vladimír Remek – Sojuz 28
- Judith Resnik (1949–1986) – STS-41-D. Zginęła w Katastrofie promu Challenger w 1986. (STS-51L)
- Siergiej Riewin – Sojuz TMA-04M
- Siergiej Riazanski – Sojuz TMA-10M
- Paul Richards – STS-102
- Richard Richards – STS-28, STS-41, STS-50, STS-64
- Sally Ride (1951–2012) – STS-7, STS-41-G. Pierwsza Amerykanka w kosmosie.
- Walerij Riumin – Sojuz 25, Sojuz 32/34, Sojuz 35/37, STS-91
- Patricia Robertson (1963–2001) – bez lotów.
- Stephen Robinson – STS-85, STS-95, STS-114, STS-130
- Russell Rogers (1928–1967) – bez lotów. Desygnowany do projektu Dyna Soar.
- Roman Romanienko – Sojuz TMA-15
- Jurij Romanienko – Sojuz 26/27, Sojuz 38, Sojuz TM-2/3
- Kent Rominger – STS-73, STS-80, STS-85, STS-96, STS-100
- Stuart Roosa (1933–1994) – Apollo 14
- Jerry Ross – STS-61-B, STS-27, STS-37, STS-55, STS-74, STS-88, STS-110
- Walerij Rożdiestwienski (1939–2011) – Sojuz 23
- Kathleen Rubins – Sojuz MS-01, Sojuz MS-17
- Nikołaj Rukawisznikow (1932–2002) – Sojuz 10, Sojuz 16, Sojuz 33
- Mario Runco – STS-44, STS-54, STS-77

## S
- Albert Sacco – STS-73
- David Saint-Jacques – bez lotów.
- Aleksandr Samokutiajew – Sojuz TMA-21, Sojuz TMA-14M
- Giennadij Sarafanow (1942–2005) – Sojuz 15
- Robert Satcher, M.D. – STS-129
- Sultan bin Salman bin Abdulaziz Al Saud – STS-51-G
- Wiktor Sawinych – Sojuz T-4, Sojuz T-13/14
- Swietłana Sawicka – Sojuz T-7/5, Sojuz T-12
- Walter Schirra (1923–2007) – Mercury 8, Gemini 6A, Apollo 7
- Hans Schlegel – STS-55, STS-122
- Harrison Schmitt – Apollo 17
- Rusty Schweickart – Apollo 9
- Francis Scobee (1939–1986) – STS-41-C. Zginął w Katastrofie promu Challenger w 1986. (STS-51L).
- David Scott – Gemini 8, Apollo 9, Apollo 15
- Winston Scott – STS-72, STS-87
- /   Paul Scully-Power – STS-41-G
- Richard Searfoss – STS-58, STS-76, STS-90
- Margaret Rhea Seddon – STS-51-D, STS-40, STS-58
- Elliott See (1927–1966) – bez lotów.
- Ronald Sega – STS-60, STS-76
- Piers Sellers (1955–2016) – STS-112, STS-121, STS-132
- Aleksandr Sieriebrow (1944-2013) – Sojuz T-7/5, Sojuz T-8, Sojuz TM-8, Sojuz TM-17
- Jelena Sierowa – Sojuz TMA-14M
- Witalij Siewastjanow (1935–2010) – Sojuz 9, Sojuz 18
- Rakesh Sharma – Sojuz T-11/10
- Władimir Szatałow (1927−2021) – Sojuz 4, Sojuz 8, Sojuz 10. Z narodowości Kazach.
- Brewster Shaw – STS-9, STS-61-B, STS-28
- Alan Shepard (1923–1998) – Mercury-Redstone 3, Apollo 14. Pierwszy Amerykanin w kosmosie.
- William Shepherd – STS-27, STS-41, STS-52, Sojuz TM-31/STS-102
- Loren Shriver – STS-51-C, STS-31, STS-46
- Sheikh Muszaphar Shukor, M.D. – Sojuz TMA-11/10
- Shubhanshu Shukla – Axiom Mission 4
- Oleg Skripoczka – Sojuz TMA-01M, Sojuz TMA-20M, Sojuz MS-15
- Aleksandr Skworcow – Sojuz TMA-18, Sojuz TMA-12M
- Deke Slayton (1924–1993) – Sojuz-Apollo
- Michael John Smith (1945–1986). Zginął w Katastrofie promu Challenger w 1986. (STS-51L).
- Steven Smith – STS-68, STS-82, STS-103, STS-110
- Anatolij Sołowjow – Sojuz TM-5/4, Sojuz TM-9, Sojuz TM-15, STS-71/Sojuz TM-21, Sojuz TM-26. Z narodowości Łotysz.
- Władimir Sołowjow – Sojuz T-10/11, Sojuz T-15
- Aleksiej Sorokin (1931–1976) – bez lotów. Rezerwowy w Woschod 1.
- Sherwood Spring – STS-61-B
- Robert Springer – STS-29, STS-38
- Thomas Stafford – Gemini 6A, Gemini 9A, Apollo 10, Sojuz-Apollo
- Heidemarie Stefanyshyn-Piper – STS-115, STS-126
- Robert Stewart – STS-41-B, STS-51-J
- Susan Still-Kilrain – STS-83, STS-94
- Nicole Stott – STS-128, STS-133
- Krasimir Stojanow – bez lotów.
- Giennadij Striekałow (1940–2004) – Sojuz T-3, Sojuz T-8, Sojuz T-11/10, Sojuz TM-10, Sojuz TM-21/STS-71
- Frederick Sturckow – STS-88, STS-105, STS-117, STS-128
- Kathryn Sullivan – STS-41-G, STS-31, STS-45
- Maksim Surajew – Sojuz TMA-16, Sojuz TMA-13M
- Steven Swanson – STS-117, STS-119, Sojuz TMA-12M
- Jack Swigert (1931–1982) – Apollo 13
- Jurij Szargin – Sojuz TMA-5/4
- Saliżan Szaripow – STS-89, Sojuz TMA-5
- Anton Szkaplerow – Sojuz TMA-22, Sojuz TMA-15M
- Gieorgij Szonin (1935–1997) – Sojuz 6

## T
- Arnaldo Tamayo Méndez – Sojuz 38
- Tang Hongbo – Shenzhou 12
- Daniel Tani – STS-108, STS-120/122
- Joseph Tanner – STS-66, STS-82, STS-97, STS-115
- Jewgienij Tariełkin – Sojuz TMA-06M
- James Taylor (1930–1970) – bez lotów. Desygnowany do projektu MOL.
- Walentina Tierieszkowa – Wostok 6. Pierwsza kobieta w kosmosie.
- Norman Thagard – STS-7, STS-51-B, STS-30, STS-42, Sojuz TM-21/STS-71
- Gerhard Thiele – STS-99
- Robert Thirsk – STS-78, Sojuz TMA-15
- Andrew S.W. Thomas – STS-77, STS-89/91, STS-102, STS-114
- Donald A. Thomas – STS-65, STS-70, STS-83, STS-94
- Stephen Thorne (1953–1986) – bez lotów. Zginął przed zakończeniem treningów NASA.
- Kathryn Thornton – STS-33, STS-49, STS-61, STS-73
- William E. Thornton – STS-8, STS-51-B
- Pierre Thuot – STS-36, STS-49, STS-62
- Gierman Titow (1935–2000) – Wostok 2
- Władimir Titow – Sojuz T-8, Sojuz TM-4/6, STS-63, STS-86
- Michaił Tiurin – STS-105/108, Sojuz TMA-9, Sojuz TMA-11M
- Michel Tognini – Sojuz TM-15/14, STS-93
- Walerij Tokariew – STS-96, Sojuz TMA-7
- Siergiej Trieszczow – STS-111/113
- Eugene Trinh – STS-50
- Richard Truly – STS-2, STS-8
- Bjarni Tryggvason (1945–2022) – STS-85

## U
- Jurij Usaczow – Sojuz TM-18, Sojuz TM-23, STS-101, STS-102/STS-105
- Sławosz Uznański-Wiśniewski – Axiom Mission 4

## V
- Lodewijk van den Berg (1932–2022) – STS-51-B
- James van Hoften – STS-41-C, STS-51-I
- Mark Vande Hei – Sojuz MS-06, Sojuz MS-18
- Charles Veach (1944–1995) – STS-39, STS-52
- Franz Viehböck – Sojuz TM-13/12
- Terry Virts – STS-130, Sojuz TMA-15M
- Roberto Vittori – Sojuz TM-34, Sojuz TMA-6/5, STS-134
- James Voss – STS-44, STS-53, STS-69, STS-101, STS-102/105
- Janice Voss (1956–2012) – STS-57, STS-63, STS-83, STS-94, STS-99

## W
- Johann Wagner – Sojuz MS-16
- Kōichi Wakata – STS-72, STS-92, STS-119/127, Sojuz TMA-11M
- Rex Walheim – STS-110, STS-122, STS-135
- Charles Walker – STS-41-D, STS-51-D, STS-61-B
- David M. Walker (1944–2001) – STS-51-A, STS-30, STS-53, STS-69
- Joseph A. Walker (1921–1966) – X-15 loty 77, 90 i 91.
- Shannon Walker – Sojuz TMA-19, SpaceX Crew-1
- Ulrich Walter – STS-55
- Carl Walz – STS-51, STS-65, STS-79, STS-108/111
- Taylor Wang – STS-51-B
- Wang Yaping – Shenzhou 10
- Władimir Wasiutin (1952–2002) – Sojuz T-14
- Mary Weber – STS-70, STS-101
- Paul Weitz (1932–2017) – Skylab 2, STS-6
- Jim Wetherbee – STS-32, STS-52, STS-63, STS-86, STS-102, STS-113
- Douglas Wheelock – STS-120, Sojuz TMA-19
- Edward Higgins White (1930–1967) – Gemini 4. Zginął w pożarze Apollo 1.
- Peggy Whitson – STS-111/113, Sojuz TMA-11
- Aleksandr Wiktorienko – Sojuz TM-3/2, Sojuz TM-8, Sojuz TM-14, Sojuz TM-20
- Terrence Wilcutt – STS-68, STS-79, STS-89, STS-106
- Clifton Williams (1932–1967) – bez lotów. Zginął podczas treningu.
- Dafydd Williams – STS-90, STS-118
- Donald Williams – STS-51-D, STS-34
- Jeffrey Williams – STS-101, Sojuz TMA-8, Sojuz TMA-16
- Sunita Williams – STS-116/117, Sojuz TMA-05M
- Barry Wilmore – STS-129, Sojuz TMA-14M
- Stephanie Wilson – STS-121, STS-120, STS-131
- Pawieł Winogradow – Sojuz TM-26, Sojuz TMA-8
- Gregory Wiseman – Sojuz TMA-13M
- Peter Wisoff – STS-57, STS-68, STS-81, STS-92
- David Wolf – STS-58, STS-86/89, STS-112, STS-127
- Igor Wołk (1937–2017) – Sojuz T-12
- Aleksandr Wołkow – Sojuz T-14, Sojuz TM-7, Sojuz TM-13
- Siergiej Wołkow – Sojuz TMA-12, Sojuz TMA-02M, Sojuz TMA-18M
- Władisław Wołkow (1935–1971) – Sojuz 7, Sojuz 11. Zginął w Sojuz 11.
- Boris Wołynow – Sojuz 5, Sojuz 21
- Neil Woodward – bez lotów.
- Alfred Worden (1932–2020) – Apollo 15

## Y
- Naoko Yamazaki – STS-131
- Yang Liwei – Shenzhou 5
- Ye Guangfu – bez lotów
- Yi So-yeon – Sojuz TMA-12/11
- John Young (1930–2018) – Gemini 3, Gemini 10, Apollo 10, Apollo 16, STS-1, STS-9
- Kimiya Yui – Sojuz TMA-17M.

## Z
- Siergiej Zalotin – Sojuz TM-30, Sojuz TMA-1/TM-34
- George Zamka – STS-120, STS-130
- Zhai Zhigang – Shenzhou 7
- Zhang Xiaoguang – Shenzhou 10
- Wiaczesław Zudow – Sojuz 23

## Ż
- Witalij Żołobow – Sojuz 21